# تافاريس غودن
تافاريس غودن (بالإنجليزية: Tavares Gooden)‏ هو لاعب كرة قدم أمريكية أمريكي، ولد في 7 أكتوبر 1984 في فورت لودرديل في الولايات المتحدة.

## وصلات خارجية
- تافاريس غودن على موقع مرجع كرة القدم المحترفة.كوم (الإنجليزية)